# قائمة الحاصلين على جائزة نوبل في الأدب

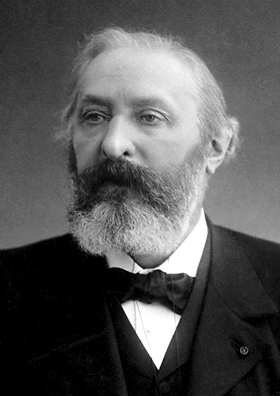
رينه سولي برودوم أول من حاز على جائزة نوبل في الأدب.

تُمنح جائزة نوبل في الأدب (بالسويدية: Nobelpriset i litteratur) سنوياً من قبل الأكاديمية السويدية للمؤلفين للمساهمات البارزة في مجال الأدب. وهي واحدة من جوائز نوبل الخمسة التي تم إنشاؤها بواسطة إرادة ألفريد نوبل لعام 1895، والتي تُمنح لمساهمات بارزة في الكيمياء والفيزياء والأدب والسلام والطب أو علم وظائف الأعضاء. وفقا لما تمليه إرادة نوبل، تدار الجائزة من قبل مؤسسة نوبل وتمنحها لجنة تتكون من خمسة أعضاء تنتخبهم الأكاديمية السويدية. منحت جائزة نوبل الأولى في الأدب في عام 1901 إلى رينه سولي برودوم. ويحصل كل مستلم على ميدالية، ودبلوم، وجائزة نقدية، تختلف على مدار السنين. في عام 1901، تلقى رينه سولي برودوم 150,782 كرونة سويدية، وهو ما يعادل 8,823,637.78 كرونا سويدية في يناير 2018. تم تقديم الجائزة في ستوكهولم في حفل سنوي في 10 ديسمبر، في ذكرى وفاة نوبل.
اعتبارا من عام 2020، تم منح جائزة نوبل في الأدب إلى 117 شخصا. في جائزة عام 1958، أُجبر بوريس باسترناك، المولود في روسيا، على رفض الجائزة علانية تحت ضغط من حكومة الاتحاد السوفييتي. في عام 1964، عرف جان بول سارتر أنه الشخص الوحيد الذي رفض جائزة نوبل في الأدب، لأنه رفض باستمرار جميع الألقاب الرسمية والجوائز في الماضي. ومع ذلك، لا تعترف لجنة نوبل بالرفض، وتشمل باسترناك وسارتر في قائمة الحائزين على جائزة نوبل.
حصلت ستة عشرة امرأة على جائزة نوبل في الأدب، أكثر من أي جائزة نوبل أخرى باستثناء جائزة نوبل للسلام. كانت هناك أربع حالات تم فيها منح الجائزة لشخصين (1904، 1917، 1966، 1974). كانت هناك ثماني سنوات لم تمنح فيها جائزة نوبل في الأدب (1914، 1918، 1935، 1940-1943، 2018). اعتبارًا من عام 2020، كان هناك 30 فائزًا لغة أعمالهم الإنجليزية، تليهم الفرنسية والألمانية مع 14 فائزًا لكل منهما.

## الحاصلون على الجائزة
| السنة | الفائز  | الفائز                | البلد                                                   | اللغة                | السبب | النوع الأدبي                                                        |
| ----- | ------- | --------------------- | ------------------------------------------------------- | -------------------- | --- | ------------------------------------------------------------------- |
| 1901  |         | رينه سولي برودوم      | فرنسا                                                   | الفرنسية             | "في اعتراف خاص بتكوينه الشعري، الذي يعطي دليلاً على المثالية السامية والكمال الفني ومزيج نادر من صفات القلب والفكر"                                                                                                | الشعر، المقالة                                                      |
| 1902  |         | تيودور مومزن          | الإمبراطورية الألمانية                                  | الألمانية            | "أعظم سيد حي في فن الكتابة التاريخية، مع إشارة خاصة إلى عمله الضخم، تاريخ روما" | التاريخ، القانون                                                    |
| 1903  |         | بيورنستيارنه بيورنسون | النرويج                                                 | النرويجية            | "كإشادة بشعره الرائع النبيل والمتنوع، والذي كان دائمًا مميزًا بنضارة إلهامه وطهارة روحه النادرة" | الشعر، الرواية، الدراما                                             |
| 1904  |         | فردريك ميسترال        | فرنسا                                                   | البروفنسالية         | "تقديراً للأصالة الجديدة والإلهام الحقيقي للإنتاج الشعري الذي يعكس بصدق المشهد الطبيعي والروح الوطنية لشعبه، بالإضافة إلى عمله الهام كمتحدث بروفنسي"                                                               | الشعر، فقه اللغة                                                    |
| 1904  |         | خوسيه إتشيغاراي       | إسبانيا                                                 | الإسبانية            | "اعترافًا بالتراكيب العديدة والرائعة التي أعادت إحياء التقاليد العظيمة للدراما الإسبانية بطريقة فردية وأصلية" | الدراما                                                             |
| 1905  |         | هنريك سينكيفيتش       | بولندا                                                  | البولندية            | "بسبب مزاياه البارزة ككاتب ملحمي" | الرواية                                                             |
| 1906  |         | جوزويه كاردوتشي       | المملكة الإيطالية                                       | الإيطالية            | "ليس فقط بالنظر إلى تعلّمه العميق وأبحاثه الناقدة، ولكن في المقام الأول كإشادة بالطاقة الإبداعية، ونضارة الأسلوب، والقوة الغنائية التي تميزت روائعه الشعرية"                                                       | الشعر                                                               |
| 1907  |         | روديارد كبلينغ        | المملكة المتحدة                                         | الإنجليزية           | "بالنظر إلى قوة الملاحظة، أصالة الخيال، الرجولة من الأفكار والموهبة الرائعة للرواية التي تميزت إبداعات هذا المؤلف الشهير على مستوى العالم"                                                                        | الرواية، القصة القصيرة، الشعر                                       |
| 1908  |         | رودلف أوكن            | الإمبراطورية الألمانية                                  | الألمانية            | "اعترافًا ببحثه الجاد عن الحقيقة، وقوته الفاحصة في التفكير، ومجموعة رؤيته الواسعة، ودفئه وقوته في العرض التقديمي الذي عمل من خلاله على إثبات فلسفة مثالية للحياة وتطويرها"                                         | الفلسفة                                                             |
| 1909  |         | سلمى لاغرلوف          | السويد                                                  | السويدية             | "تقديرا للمثالية النبيلة، والخيال المذهل والإدراك الروحي الذي يميز كتاباتها" | الرواية، القصة القصيرة                                              |
| 1910  |         | بول فون هايس          | الإمبراطورية الألمانية                                  | الألمانية            | "كإشادة بالفنية البارعة، التي تتخللها المثالية، والتي أظهرها خلال مسيرته الإنتاجية الطويلة كشاعر غنائي، كاتب مسرحي، روائي وكاتب قصص قصيرة ذات شهرة عالمية"                                                        | الشعر، الدراما، الرواية، القصة القصيرة                              |
| 1911  |         | موريس ماترلينك        | بلجيكا                                                  | الفرنسية             | "تقديرًا لأنشطته الأدبية المتنوعة، وخاصة أعماله الدرامية، التي تتميز بخيال خيالي وبتصاميم شعرية، تكشف في بعض الأحيان في ستار حكاية خيالية، عن إلهام عميق، في حين بطريقة غامضة، فهي تجذب مشاعر القراء وتحفز خيالهم" | الدراما، الشعر، المقالة                                             |
| 1912  |         | غرهارت هاوبتمان       | الإمبراطورية الألمانية                                  | الألمانية            | "في المقام الأول اعترافًا بإنتاجه المثمر والمتنوع والمميز في مجال الفن الدرامي" | الدراما، الرواية                                                    |
| 1913  |         | روبندرونات طاغور      | الهند                                                   | البنغالية الإنجليزية | "بسبب آية شعره الحسّية والعذبة والجميلة جداً، والتي من خلالها، بمهارة بارعة، قد جعل فكره الشعري، معبراً عنه في كلماته الإنجليزية الخاصة، وهو جزء من أدب الغرب"                                                       | الشعر، الرواية، الدراما، القصة القصيرة، الموسيقى، المقالات، الفلسفة |
| 1914  | لم تمنح | لم تمنح               | لم تمنح                                                 | لم تمنح              | لم تمنح | لم تمنح                                                             |
| 1915  |         | رومان رولان           | فرنسا                                                   | الفرنسية             | "كإشادة بالمثالية السامية في إنتاجه الأدبي وإلى التعاطف والمحبة للحقيقة التي وصفها بأنواع مختلفة من البشر" | الرواية                                                             |
| 1916  |         | فرنر فون هايدنستام    | السويد                                                  | السويدية             | "اعترافًا بأهميته كممثل رائد لحقبة جديدة في أدبنا" | الشعر، الرواية                                                      |
| 1917  |         | كارل غيلوروب          | الدنمارك                                                | الدنماركية           | "لشعره الغني والمتنوع، المستوحى من المثل السامية" | الشعر                                                               |
| 1917  |         | هنريك بونتوبيدان      | الدنمارك                                                | الدنماركية           | "لأوصافه الأصيلة للحياة اليومية في الدنمارك" | الرواية                                                             |
| 1918  | لم تمنح | لم تمنح               | لم تمنح                                                 | لم تمنح              | لم تمنح | لم تمنح                                                             |
| 1919  |         | كارل شبيتلر           | سويسرا                                                  | الألمانية            | "في تقدير خاص لملحمته، الربيع الأولمبي" | الشعر                                                               |
| 1920  |         | كنوت همسون            | النرويج                                                 | النرويجية            | "لعمله الضخم، نمو التربة" | الرواية                                                             |
| 1921  |         | أناتول فرانس          | فرنسا                                                   | الفرنسية             | "تقديرا لإنجازاته الأدبية الرائعة، التي تميزت بنبل الأسلوب، والتعاطف الإنساني العميق" | الرواية، الشعر                                                      |
| 1922  |         | خاثينتو بينافينتي     | إسبانيا                                                 | الإسبانية            | "للأسلوب السعيد الذي استمر فيه التقاليد اللامع للدراما الإسبانية" | الدراما                                                             |
| 1923  |         | ويليام بتلر ييتس      | أيرلندا                                                 | الإنجليزية           | "لشعره المستوحى دائما، والذي في شكل فني للغاية يعطي تعبيرا لروح أمة بأكملها" | الشعر                                                               |
| 1924  |         | فواديسواف ريمونت      | بولندا                                                  | البولندية            | "لملحمته الوطنية العظيمة، الفلاحون" | الرواية                                                             |
| 1925  |         | جورج برنارد شو        | أيرلندا                                                 | الإنجليزية           | "لعمله الذي تميز بكل من المثالية والإنسانية، فإن هجاءه المحفّز غالباً ما يملؤه جمال شعري فريد" | الدراما، النقد الأدبي                                               |
| 1926  |         | غراتسيا ديليدا        | المملكة الإيطالية                                       | الإيطالية            | "من أجل كتاباتها المستوحاة المثالية، وإبراز الحياة في جزيرتها الأصلية ومع العمق والتعاطف للتعامل مع المشاكل البشرية بشكل عام"                                                                                     | الشعر، الرواية                                                      |
| 1927  |         | هنري برجسون           | فرنسا                                                   | الفرنسية             | "تقديرا لأفكاره الغنية والحيوية والمهارة الرائعة التي تم تقديمها لهم" | الفلسفة                                                             |
| 1928  |         | سيغريد أوندست         | النرويج · (ولدت في الدنمارك)                            | النرويجية            | "بشكل أساسي لأوصافها القوية لحياة الشمال خلال العصور الوسطى" | الرواية                                                             |
| 1929  |         | توماس مان             | ألمانيا                                                 | الألمانية            | "أساسا لروايته العظيمة، بودنبروك، التي حصلت على اعتراف متزايد بإطراد كأحد الأعمال الكلاسيكية للأدب المعاصر" | الرواية، القصة القصيرة، المقالة                                     |
| 1930  |         | سنكلير لويس           | الولايات المتحدة                                        | الإنجليزية           | "لفنه الجدي والوصف الجرافيكي وقدرته على خلق التخيلات، مع الفكاهة والفكاهة، أنواع جديدة من الشخصيات" | الرواية، القصة القصيرة، الدراما                                     |
| 1931  |         | إريك أكسل كارلفلت     | السويد                                                  | السويدية             | "لشعره المتميز" | الشعر                                                               |
| 1932  |         | جون غلزورثي           | المملكة المتحدة                                         | الإنجليزية           | "بسبب فنه المميّز في السرد، والذي يأخذ شكله الأعلى في رواية The Forsyte Saga" | الرواية                                                             |
| 1933  |         | إيفان بونين           | فرنسا · (ولد في الإمبراطورية الروسية)                   | الروسية              | "للفن الصارم الذي يحمله على التقاليد الروسية الكلاسيكية في الكتابة النثرية" | القصة القصيرة، الشعر، الرواية                                       |
| 1934  |         | لويجي بيرانديلو       | إيطاليا                                                 | الإيطالية            | "لإحياءه الجريء والمبدع للفن الدرامي والخلاب" | الدراما، الرواية، القصة القصيرة                                     |
| 1935  | لم تمنح | لم تمنح               | لم تمنح                                                 | لم تمنح              | لم تمنح | لم تمنح                                                             |
| 1936  |         | أوجين أونيل           | الولايات المتحدة                                        | الإنجليزية           | "من أجل القوة والصدق والمشاعر العميقة لأعماله الدرامية، والتي تجسد المفهوم الأصلي للمأساة" | الدراما                                                             |
| 1937  |         | روجه مارتين دو غار    | فرنسا                                                   | الفرنسية             | "من أجل القوة الفنية والحقيقة التي صور بها الصراع البشري وكذلك بعض الجوانب الأساسية للحياة المعاصرة في روايته دورة ليه تيبولت"                                                                                    | الرواية                                                             |
| 1938  |         | بيرل باك              | الولايات المتحدة                                        | الإنجليزية           | "لتوصيفها الملحمي الغني والحقيقي لحياة الفلاحين في الصين ولرواياتها السيرة الذاتية" | الرواية، السيرة الذاتية                                             |
| 1939  |         | فرانس إيميل سيلانبا   | فنلندا                                                  | الفنلندية            | "لفهمه العميق للفلاحين في بلاده والفن الرائع الذي صور به أسلوب حياتهم وعلاقتهم مع الطبيعة" | الرواية                                                             |
| 1940  | لم تمنح | لم تمنح               | لم تمنح                                                 | لم تمنح              | لم تمنح | لم تمنح                                                             |
| 1941  | لم تمنح | لم تمنح               | لم تمنح                                                 | لم تمنح              | لم تمنح | لم تمنح                                                             |
| 1942  | لم تمنح | لم تمنح               | لم تمنح                                                 | لم تمنح              | لم تمنح | لم تمنح                                                             |
| 1943  | لم تمنح | لم تمنح               | لم تمنح                                                 | لم تمنح              | لم تمنح | لم تمنح                                                             |
| 1944  |         | يوهانس فلهلم ينسن     | الدنمارك                                                | الدنماركية           | "للقوة النادرة والخصوبة من خياله الشعري الذي يجمع بين الفضول الفكري من نطاق واسع وطراز خلاق" | الرواية، القصة القصيرة                                              |
| 1945  |         | جابرييلا ميسترال      | تشيلي                                                   | لغة إسبانية          | "لأن شعرها الغنائي، الذي استلهمها المشاعر القوية، جعل من اسمها رمزا للتطلعات المثالية لعالم أمريكا اللاتينية بأسره"                                                                                               | الشعر                                                               |
| 1946  |         | هرمان هيسه            | سويسرا · (ولد في ألمانيا)                               | الألمانية            | "لكتاباته الملهمة، والتي في حين تنمو في الجرأة والاختراق، تجسد المثل الإنسانية الكلاسيكية والصفات العالية من الأناقة"                                                                                             | الرواية، الشعر                                                      |
| 1947  |         | أندريه جيد            | فرنسا                                                   | الفرنسية             | "لكتاباته الشاملة والفنية، والتي تم فيها عرض المشاكل والظروف الإنسانية بحب خائف للحقيقة وبصيرة نفسية حادة" | الرواية، المقالة                                                    |
| 1948  |         | توماس ستيرنز إليوت    | المملكة المتحدة · (ولد في الولايات المتحدة)             | الإنجليزية           | "لمساهمته البارزة والرائدة في الشعر المعاصر" | الشعر                                                               |
| 1949  |         | ويليام فوكنر          | الولايات المتحدة                                        | الإنجليزية           | "لمساهمته القوية وفريدة من نوعها فنيا في الرواية الأمريكية الحديثة" | الرواية، القصة القصيرة                                              |
| 1950  |         | بيرتراند راسل         | المملكة المتحدة                                         | الإنجليزية           | "تقديرا لكتاباته المتنوعة والبارزة التي يدافع فيها عن المثل الإنسانية وحرية الفكر" | الفلسفة                                                             |
| 1951  |         | بار لاغركفيست         | السويد                                                  | السويدية             | "من أجل النشاط الفني والاستقلالية الحقيقية للعقل الذي يسعى في شعره للعثور على إجابات على الأسئلة الأبدية التي تواجه البشرية"                                                                                      | الشعر، الرواية، القصة القصيرة، الدراما                              |
| 1952  |         | فرنسوا مورياك         | فرنسا                                                   | الفرنسية             | "للبصيرة الروحية العميقة والكثافة الفنية التي يمتلكها في رواياته اخترقت مأساة الحياة البشرية" | الرواية، القصة القصيرة                                              |
| 1953  |         | ونستون تشرشل          | المملكة المتحدة                                         | الإنجليزية           | "لإتقانه للوصف التاريخي وكذلك لخطاباته الرائعة في الدفاع عن القيم الإنسانية السامية" | التاريخ، المقالة، المذكرات                                          |
| 1954  |         | إرنست همينغوي         | الولايات المتحدة                                        | الإنجليزية           | "لإتقانه لفن السرد، الذي ظهر مؤخراً في الشيخ والبحر، وللتأثير الذي مارسه على الأسلوب المعاصر" | الرواية، القصة القصيرة، السيناريو                                   |
| 1955  |         | هالدور لاكسنس         | آيسلندا                                                 | الآيسلندية           | "لقوة ملحمية حية، والتي جددت الفن السرد الأيسلندي العظيم" | الرواية، القصة القصيرة، الدراما، الشعر                              |
| 1956  |         | خوان رامون خيمينيث    | إسبانيا                                                 | الإسبانية            | "لشعره الغنائي، والذي في اللغة الإسبانية يشكل مثالا على الروح العالية والنقاء الفني" | الشعر                                                               |
| 1957  |         | ألبير كامو            | فرنسا · (ولد في الجزائر)                                | الفرنسية             | "لإنتاجه الأدبي المهم، والذي بجدية واضحة ينير مشاكل الضمير الإنساني في عصرنا" | الرواية، القصة القصيرة، الدراما، الفلسفة، المقالة                   |
| 1958  |         | بوريس باسترناك        | الاتحاد السوفيتي                                        | الروسية              | "لإنجازه الهام في كل من الشعر الغنائي المعاصر وفي مجال التقليد الملحمي الروسي العظيم" | الرواية، الشعر، الترجمة                                             |
| 1959  |         | سالفاتوري كوازيمودو   | إيطاليا                                                 | الإيطالية            | "لشعره الغنائي، الذي يعكس بالنار الكلاسيكية تجربة الحياة المأساوية في عصرنا" | الشعر                                                               |
| 1960  |         | سان جون بيرس          | فرنسا · (ولد في غوادلوب)                                | الفرنسية             | "من أجل التصوير المثير للمشاعر لشعره، والذي يعكس بطريقة عصرنا ظروف عصرنا" | الشعر                                                               |
| 1961  |         | إيفو أندريتش          | يوغوسلافيا · (ولد في الإمبراطورية النمساوية المجرية)    | صربية-كرواتية        | "للقوة الملحمية التي تتبع بها الموضوعات وصورة مصائر بشرية مرسومة من تاريخ بلاده" | الرواية، القصة القصيرة                                              |
| 1962  |         | جون ستاينبيك          | الولايات المتحدة                                        | الإنجليزية           | "لكتاباته الواقعية والخيالية، والجمع بين الفكاهة المتعاطفة والإدراك الاجتماعي الشديد" | الرواية، القصة القصيرة، السيناريو                                   |
| 1963  |         | جيورجيوس سفريس        | اليونان · (ولد في الدولة العثمانية)                     | اليونانية            | "لكتابته الغنائية البارزة، مستوحاة من شعور عميق بعالم الثقافة اليونانية" | الشعر، المقالة، المذكرات                                            |
| 1964  |         | جان بول سارتر         | فرنسا                                                   | الفرنسية             | "لعمله الغني بالأفكار والمليئة بروح الحرية والبحث عن الحقيقة، كان له تأثير بعيد المدى على عصرنا" (رفض الجائزة) | الرواية، الفلسفة، الدراما، النقد الأدبي، السيناريو                  |
| 1965  |         | ميخائيل شولوخوف       | الاتحاد السوفيتي                                        | الروسية              | "من أجل القوة الفنية والنزاهة التي من خلالها، في ملحماته، أعطى تعبيرًا عن مرحلة تاريخية في حياة الشعب الروسي" | الرواية                                                             |
| 1966  |         | شموئيل يوسف عجنون     | إسرائيل · (ولد في الإمبراطورية النمساوية المجرية)       | العبرية              | "لفنه السردي المميز بزخارف من حياة الشعب اليهودي" | الرواية، القصة القصيرة                                              |
| 1966  |         | نيلي زاكس             | السويد · (ولدت في ألمانيا)                              | الألمانية            | "لكتابتها الغنائية والدرامية الرائعة، والتي تفسر مصير إسرائيل بالقوة المؤثرة" | الشعر، الدراما                                                      |
| 1967  |         | ميغل أنخل أستورياس    | غواتيمالا                                               | الإسبانية            | "لإنجازه الأدبي الحي، المتجذر في الصفات والتقاليد القومية للشعوب الهندية في أمريكا اللاتينية" | الرواية، الشعر                                                      |
| 1968  |         | ياسوناري كواباتا      | اليابان                                                 | اليابانية            | "لإتقانه السرد، والذي يعبر بحساسية كبيرة عن جوهر العقل الياباني" | الرواية، القصة القصيرة                                              |
| 1969  |         | صمويل بيكيت           | أيرلندا                                                 | الإنجليزية الفرنسية  | "لكتاباته، والتي تعتبر أشكال جديدة للرواية والدراما في عقر الرجل الحديث" | الرواية، الدراما، الشعر                                             |
| 1970  |         | ألكسندر سولجنيتسين    | الاتحاد السوفيتي                                        | الروسية              | "للقوة الأخلاقية التي اتبع بها التقاليد التي لا غنى عنها في الأدب الروسي" | الرواية                                                             |
| 1971  |         | بابلو نيرودا          | تشيلي                                                   | الإسبانية            | "للشعر الذي يؤدي بفعل قوة عنصرية إلى إحلال مصير قارة وأحلامها" | الشعر                                                               |
| 1972  |         | هاينريش بول           | ألمانيا                                                 | الألمانية            | "لكتاباته، والتي ساهمت من خلال الجمع بين منظور واسع في وقته ومهارة حساسة في التوصيف في تجديد الأدب الألماني" | الرواية، القصة القصيرة                                              |
| 1973  |         | باتريك وايت           | أستراليا · (ولد في المملكة المتحدة)                     | الإنجليزية           | "لفن السرد الملحمي والنفسي، والذي أدخل قارة جديدة في الأدب" | الرواية، القصة القصيرة، الدراما                                     |
| 1974  |         | إيفند يونسون          | السويد                                                  | السويدية             | "لفن السرد في خدمة الحرية" | الرواية                                                             |
| 1974  |         | هاري مارتنسون         | السويد                                                  | السويدية             | "للكتابات التي تلتقط الندى وتعكس الكون" | الشعر، الرواية، الدراما                                             |
| 1975  |         | أوجينيو مونتالي       | إيطاليا                                                 | الإيطالية            | "لشعره المميز، والذي بحساسية فنية كبيرة، قد فسر القيم الإنسانية تحت علامة على النظرة إلى الحياة بدون أي أوهام" | الشعر                                                               |
| 1976  |         | سول بيلو              | الولايات المتحدة · (ولد في كندا)                        | الإنجليزية           | "من أجل فهم الإنسان وتحليله الدقيق للثقافة المعاصرة التي تم دمجها في عمله" | الرواية، القصة قصيرة                                                |
| 1977  |         | بيثنتي أليكساندري     | إسبانيا                                                 | الإسبانية            | "للكتابة الشعرية الإبداعية، التي تضيء حالة الإنسان في الكون وفي المجتمع الحالي، وفي الوقت نفسه تمثل التجديد العظيم لتقاليد الشعر الإسباني بين الحروب"                                                             | الشعر                                                               |
| 1978  |         | إساك سنجر             | بولندا · الولايات المتحدة                               | اليديشية             | "لفنه الروائي المشوق مع جذوره في التقاليد الثقافية البولندية اليهودية، يجلب الحياة البشرية إلى الحياة" | الرواية، القصة القصيرة، المذكرات                                    |
| 1979  |         | أوديسو إليتيس         | اليونان                                                 | اليونانية            | "لشعره، الذي أعطى خلفية التقليد اليوناني، يصور بقوّة حسيّة وبصيرة واضحة في نظر الإنسان المعاصر من أجل الحرية والإبداع"                                                                                              | الشعر، المقالة                                                      |
| 1980  |         | تشيسلاف ميلوش         | بولندا                                                  | البولندية            | "إعطاء المظهر الواضح الذي يصور حالة الرجل المعرضة في عالم من النزاعات الشديدة" | الشعر، المقالة                                                      |
| 1981  |         | إلياس كانيتي          | المملكة المتحدة · (ولد في بلغاريا)                      | الألمانية            | "لكتاباته التي تميز نظرته الواسعة، وثروة من الأفكار والقوة الفنية" | الرواية، الدراما، المذكرات، المقالة                                 |
| 1982  |         | غابرييل غارثيا ماركيث | كولومبيا                                                | الإسبانية            | "لرواياته وقصصه القصيرة، التي يتم فيها الجمع بين الواقعية والرائعة في عالم خيالي مكون من الخيال، يعكس حياة القارة وصراعاتها"                                                                                      | الرواية، القصة القصيرة، السيناريو                                   |
| 1983  |         | ويليام غولدنغ         | المملكة المتحدة                                         | الإنجليزية           | "لرواياته، والتي تميزت بفن الرواية الواقعية وتنوع وعالمية الأسطورة، تضيء حالة الإنسان في عالم اليوم" | الرواية، الشعر، الدراما                                             |
| 1984  |         | ياروسلاف سيفرت        | تشيكوسلوفاكيا · (ولد في الإمبراطورية النمساوية المجرية) | التشيكية             | "لشعره، الذي وهب العذوبة، والإبداع الغني يوفر صورة محررة لروح الإنسان التي لا تقهر وتعدد استخدامات الإنسان" | الشعر                                                               |
| 1985  |         | كلود سيمون            | فرنسا · (ولد في مدغشقر)                                 | الفرنسية             | "الذي يجمع في روايته بين إبداع الشاعر والرسام مع إدراك عميق للوقت في تصوير الحالة البشرية" | الرواية                                                             |
| 1986  |         | وولي سوينكا           | نيجيريا                                                 | الإنجليزية           | "من منظور ثقافي واسع وذو صبغة شعرية تدور حول مأساة الوجود" | الدراما، الرواية، الشعر                                             |
| 1987  |         | يوسف برودسكي          | الولايات المتحدة · (ولد في الاتحاد السوفيتي)            | الروسية الإنجليزية   | "من أجل تأليف شامل، مشبع بوضوح الفكر والشدة الشعرية" | الشعر، المقالة                                                      |
| 1988  |         | نجيب محفوظ            | مصر                                                     | العربية              | "من خلال الأعمال الغنية بدقيق الفكاهة والواقعية الواضحة الرؤية، شكلت فن السرد العربي الذي ينطبق على جميع البشر"                                                                                                   | الرواية                                                             |
| 1989  |         | كاميلو خوسيه ثيلا     | إسبانيا                                                 | الإسبانية            | "من أجل نثر ثري ومكثف، والذي بتعاطف مقيد يشكل رؤية صعبة لضعف الإنسان" | الرواية، القصة القصيرة                                              |
| 1990  |         | أكتافيو باث           | المكسيك                                                 | الإسبانية            | "للكتابة العاطفية بأفق واسع، تتميز بالذكاء الحسي والسلامة الإنسانية" | الشعر، المقالة                                                      |
| 1991  |         | نادين غورديمير        | جنوب إفريقيا                                            | الإنجليزية           | "من خلال كتابتها الملحمية الرائعة، كانت ذات فائدة عظيمة للبشرية" | الرواية، القصة القصيرة، المقالة                                     |
| 1992  |         | دريك والكوت           | سانت لوسيا                                              | الإنجليزية           | "من أجل إنجاز شعري ذو لمعان عظيم، مستدام برؤية تاريخية، نتيجة إلتزام متعدد الثقافات" | الشعر، الدراما                                                      |
| 1993  |         | توني موريسون          | الولايات المتحدة                                        | الإنجليزية           | "من في الروايات التي تتميز بالقوة البصيرة والاستيراد الشعري، يعطي الحياة إلى جانب أساسي من الواقع الأمريكي" | الرواية                                                             |
| 1994  |         | كنزابورو أوي          | اليابان                                                 | اليابانية            | "من الذي يخلق قوة شاعرية يخلق عالما متخيلا، حيث تتكثف الحياة والأسطورة لتشكيل صورة مقلقة للمأزق البشري اليوم" | الرواية، القصة القصيرة                                              |
| 1995  |         | شيموس هيني            | أيرلندا                                                 | الإنجليزية           | "لأعمال غنائية وعمق أخلاقي، يرفع المعجزات اليومية والماضي الحي" | الشعر                                                               |
| 1996  |         | فيسوافا شيمبورسكا     | بولندا                                                  | البولندية            | "للشعر الذي يسمح بدقة متناهية للسياق التاريخي والبيولوجي بالظهور في أجزاء من الواقع البشري" | الشعر                                                               |
| 1997  |         | داريو فو              | إيطاليا                                                 | الإيطالية            | "الذي في أعماله يحاكي مرتادي العصور الوسطى في السلطة الجارحة ويحافظ على كرامة المضطهدين" | الدراما                                                             |
| 1998  |         | جوزيه ساراماغو        | البرتغال                                                | البرتغالية           | "مع من أمثاله مستدامة بالخيال والتعاطف والسخرية، يمكننا باستمرار أن نفهم مرة أخرى حقيقة وهمية" | الرواية، الدراما، الشعر                                             |
| 1999  |         | غونتر غراس            | ألمانيا                                                 | الألمانية            | "أعماله التي تصور خرافاتهم السوداء المخيفة في الوجه المنسي للتاريخ" | الرواية، الدراما، الشعر                                             |
| 2000  |         | جاو كسينجيان          | الصين (1940–1998) · فرنسا (منذ 1998)                    | الصينية              | "بسبب رؤيته وبراعته اللغوية، والتي فتحت مسارات جديدة للرواية والدراما الصينية" | الرواية، الدراما، النقد الأدبي                                      |
| 2001  |         | فيديادر نيبول         | المملكة المتحدة · (ولد في ترينيداد وتوباغو)             | الإنجليزية           | "لتوحيد الرواية الإدراكية والرقابة غير القابلة للفساد في الأعمال التي تجبرنا على رؤية وجود تاريخ مكبوت" | الرواية، المقالة                                                    |
| 2002  |         | إيمري كيرتيس          | المجر                                                   | الهنغارية            | "للكتابة التي تدعم الخبرة الهشة للفرد ضد التعسف البربري للتاريخ" | الرواية                                                             |
| 2003  |         | جون ماكسويل كويتزي    | أستراليا · جنوب إفريقيا                                 | الإنجليزية           | "لتصوريه أشكال لا حصر لها، ومفاجئات في رواياته من خارج الأسلوب" | الرواية، المقالة، الترجمة                                           |
| 2004  |         | إلفريدي يلينيك        | النمسا                                                  | الألمانية            | "لتدفقها الموسيقي للأصوات والأصوات المضادة في الروايات والمسرحيات التي تكشف مع الحماس اللغوي الاستثنائي عن سخافة العادات المجتمعية وقوتها القهرية"                                                                | الرواية، الدراما                                                    |
| 2005  |         | هارولد بنتر           | المملكة المتحدة                                         | الإنجليزية           | "لمسرحياته يكشف عن الهاوية تحت واقع الحياة اليومية ويفرض الدخول إلى غرف القمع المغلقة" | الدراما، السيناريو                                                  |
| 2006  |         | أورخان باموق          | تركيا                                                   | التركية              | "من بحثه عن الروح الكئيبة لمدينته الأصلية واكتشاف رموزًا جديدة للصراع والتشابك بين الثقافات" | الرواية، السيناريو، المقالة                                         |
| 2007  |         | دوريس ليسينغ          | المملكة المتحدة · زيمبابوي · (ولدت في إيران)            | الإنجليزية           | "بسبب تجاربها الملحمية الصادرة من الإنثى، التي أخضعت التشكيك في انقسام الحضارات" | الرواية، الدراما، الشعر، القصة القصيرة، المذكرات                    |
| 2008  |         | جان ماري كليزيو       | فرنسا · موريشيوس                                        | الفرنسية             | "مؤلف المغادرين الجدد والمغامرة الشعرية والنشوة الحسية، مستكشفة لإنسانية تتجاوز الحضارة وتحتها" | الرواية، القصة القصيرة، المقالة، الترجمة                            |
| 2009  |         | هيرتا مولر            | ألمانيا · (ولدت في رومانيا)                             | الألمانية            | "كونها كاتبة عكست حياة المحرومين بتركيز لغة الشعر وصدق ووضوح لغة النثر" | الرواية، الشعر                                                      |
| 2010  |         | ماريو فارغاس يوسا     | إسبانيا · بيرو                                          | الإسبانية            | "لرسم خارطة لهياكل السلطة وصوره القوية لمقاومة الفرد وثورته وهزيمته" | الرواية، القصة القصيرة، المقالة، الدراما، المذكرات                  |
| 2011  |         | توماس ترانسترومر      | السويد                                                  | السويدية             | "لإنجازاته، من خلال صوره المكثفة الشفافة، يمنحنا وصولًا جديدًا للواقع" | الشعر، الترجمة                                                      |
| 2012  |         | مو يان                | الصين                                                   | الصينية              | "مع الواقعية الهالية بدمج الحكايات الشعبية والتاريخ والمعاصرة" | الرواية، القصة القصيرة                                              |
| 2013  |         | آليس مونرو            | كندا                                                    | الإنجليزية           | "سيدة القصة القصيرة المعاصرة" | القصة القصيرة                                                       |
| 2014  |         | باتريك موديانو        | فرنسا                                                   | الفرنسية             | "لفن الذاكرة التي أثار فيها أكثر المصائر البشرية التي لا يمكن وصفها وكشف عن عالم حياة الاحتلال" | الرواية                                                             |
| 2015  |         | سفيتلانا أليكسييفيتش  | بيلاروس · (ولدت في الاتحاد السوفيتي)                    | الروسية              | "لكتاباتها متعددة الألحان، نصب للمعاناة والشجاعة في عصرنا" | التاريخ، المقالة                                                    |
| 2016  |         | بوب ديلن              | الولايات المتحدة                                        | الإنجليزية           | "لأنه خلق تعبيرات شعرية جديدة في تقليد الأغنية الأمريكية العظيمة" | الشعر، تأليف الأغاني                                                |
| 2017  |         | كازوو إيشيغورو        | المملكة المتحدة · (ولد في اليابان)                      | الإنجليزية           | "لرواياته وإبراز القوة العاطفية العظيمة، بكشفه الهاوية تحت شعورنا الوهمي بالارتباط بالعالم" | الرواية                                                             |
| 2018  |         | أولغا توكارتشوك       | بولندا                                                  | البولندية            | "للخيال السردي وتمثيلها للعاطفة في عبور الحدود كشكل من أشكال الحياة" | الرواية، الشعر، المقالة                                             |
| 2019  |         | بيتر هاندكه           | النمسا                                                  | الألمانية            | "لعمله المؤثر الذي اكتشف ببراعته اللغوية عن خصوصية التجربة الإنسانية" | الرواية، الدراما                                                    |
| 2020  |         | لويز جلوك             | الولايات المتحدة                                        | الإنجليزية           | "لصوتها الشعري الذي لا لبس فيه والذي بجماله المجرد يجعل الوجود الفردي عالميًا" | الشعر، المقالة                                                      |
| 2021  |         | عبد الرزاق قرنح       | تنزانيا · المملكة المتحدة · (ولد في سلطنة زنجبار)       | الإنجليزية           | "لتمكنه من معالجة الآثار الاستعمارية بقوة والتعاطف مع مصير اللاجئين في ضوء الفجوة بين الثقافات والقارات المختلفة"                                                                                                 | الرواية                                                             |
| 2022  |         | آني إرنو              | فرنسا                                                   | الفرنسية             | "لشجاعتها وبراعتها الموضوعيّة التي كشفت بها الجذور، والقيود الجماعيّة والتغريب للذاكرة الشخصية" | السيرة الذاتية، الرواية                                             |
| 2023  |         | يون فوسه              | النرويج                                                 | النرويجية (نينوشك)   | "لمسرحياته ونثره المبتكر الذي يعطي صوتًا لما لا يمكن قوله" | الدراما، الرواية، الشعر، المقالات                                   |
| 2024  |         | هان كانغ              | كوريا الجنوبية                                          | الكورية              | "لنثرها الشعري المكثف الذي يواجه الصدمات التاريخية ويكشف هشاشة الحياة الإنسانية" | الشعر، الرواية                                                      |

## وصلات خارجية
- فهرس للفائزين بجائزة نوبل في الأدب (بالإنجليزية)